# Panamá en los Juegos Paralímpicos de Atenas 2004
Panamá estuvo representado en los Juegos Paralímpicos de Atenas 2004 por dos deportistas, un hombre y una mujer.

## Medallistas
El equipo paralímpico panameño obtuvo las siguientes medallas:
| Nombre     | Deporte   | Evento               |
| ---------- | --------- | -------------------- |
| Oro        |           |                      |
| —          |           |                      |
| Plata      |           |                      |
| Said Gómez | Atletismo | 5000 m T13 masculino |
| Bronce     |           |                      |
| —          |           |                      |